# Ángel Luna
Ángel Emmanuel Luna, alternativ auch als Ángel Emanuel Luna geführt, (* 30. Januar 1989 in Buenos Aires) ist ein argentinischer Fußballspieler.

## Karriere
Der 1,69 Meter große Mittelfeld- bzw. Offensivakteur Ángel Luna stand mindestens in der Clausura 2011 im Kader des argentinischen Erstligisten CA River Plate. In der Spielzeit 2011/12 traf er dreimal in der Primera B Metropolitana für Deportivo Flandria. 2012 schloss er sich dem uruguayischen Zweitligisten Sud América an, mit dem er am Saisonende in die Primera División aufstieg. In der nachfolgenden Erstligaspielzeit stand er in 27 Partien auf dem Platz und schoss vier Tore. In der Saison 2014/15 kam er zu 28 Einsätze (fünf Tore) in der Primera División. Nachdem er auch in der Apertura 2015 noch in sechs Erstligaspielen (ein Tor) eingesetzt worden war, wechselte er zum Jahresbeginn 2016 auf Leihbasis nach Argentinien zu Villa Dálmine. Dort stehen neun absolvierte Ligapartien (ein Tor) in der Primera B Nacional und eine Begegnung (kein Tor) in der Copa Argentina für ihn zu Buche. Ende August 2016 folgte ein weiteres Leihgeschäft. Aufnehmender Verein war dieses Mal der Club Atlético Cerro. Saisonübergreifend kam er bei den Montevideanern zu 24 Erstligaeinsätzen (kein Tor) und zweien (kein Tor) in der Copa Libertadores 2017. Mitte Juli 2017 verpflichtete ihn Liverpool Montevideo ebenfalls auf Leihbasis.